# Delta Okavango

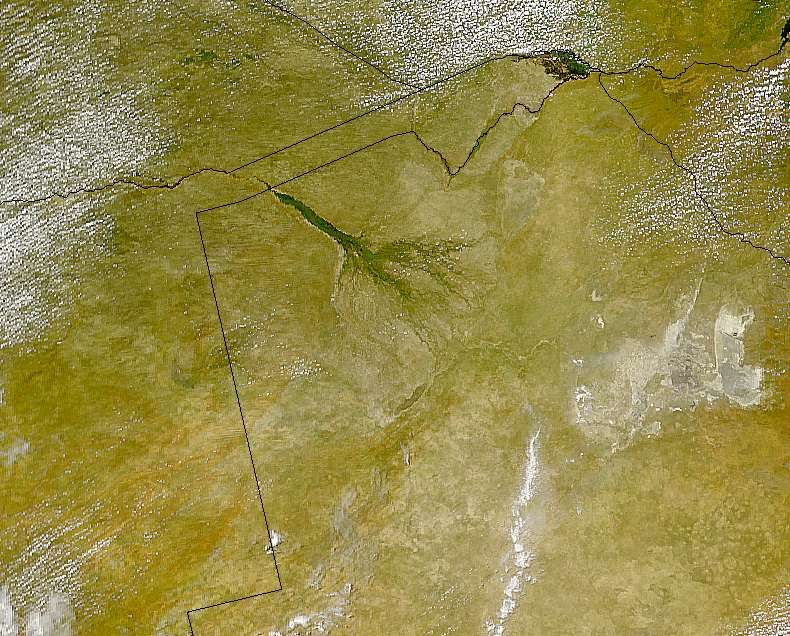
Delta Okavango

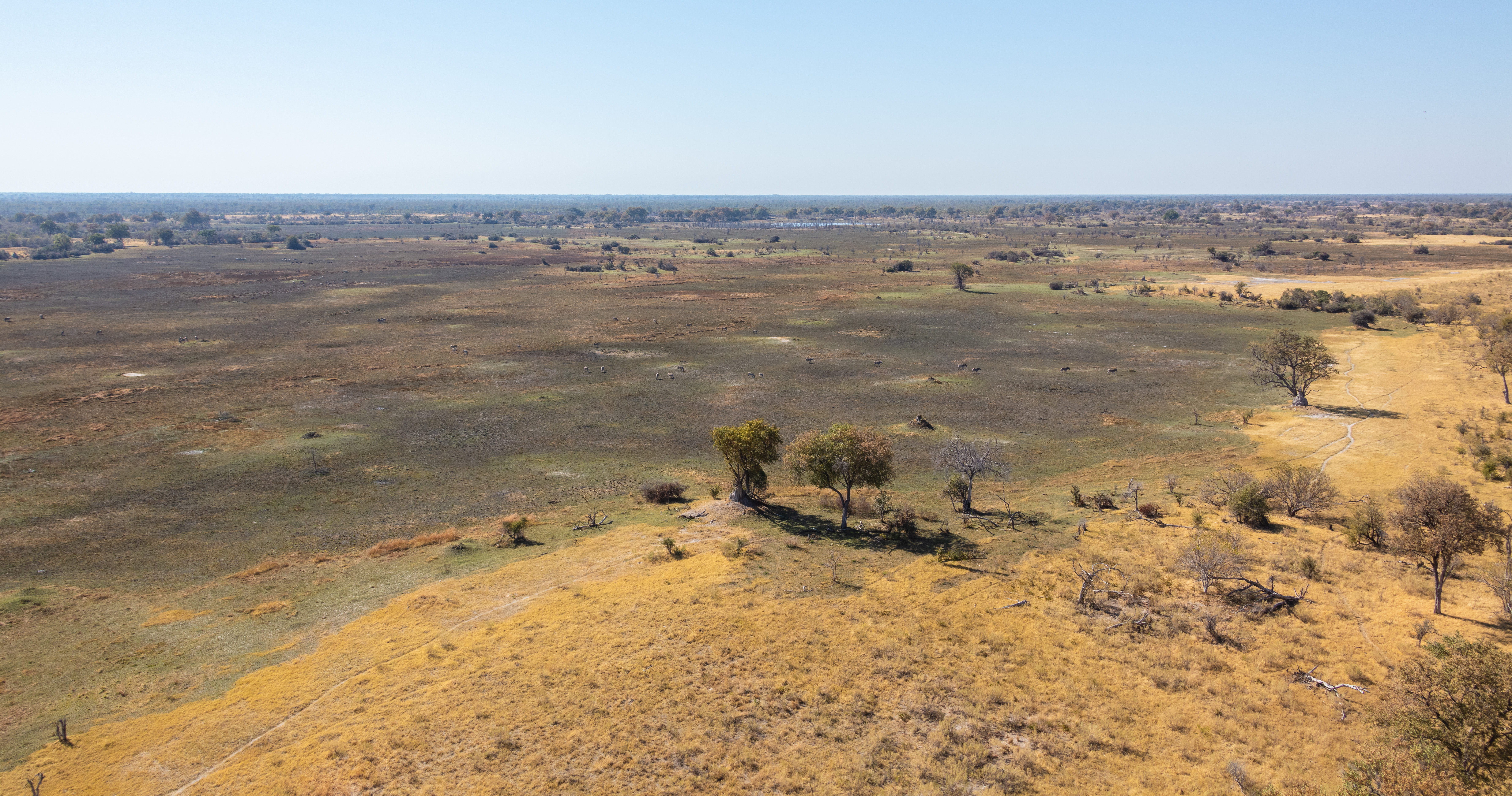
Vedere aeriană

Delta Okavango ocupă o suprafață de 20.000 km², fiind situat în Botswana de nord-vest la gura de vărsare a fluviului Okavango. Delta este delimitată la sud de crăpătura tectonică Kunyere și Thamalakane care este continuarea marelui Rif african (engl. Great Rift Valley). Delta Okavango nu are scurgere ci apele lui se înfiltrează  o parte în nisipul bazinului arid Kalahari, iar altă parte se evaporă. Această deltă este una dintre regiunile cele mai întinse, umede și bogate în faună din Africa.
Oaza din centrul Africii sudice devine o dată pe an mai mare decât Țara Galiilor, dând astfel viața deșertului înconjurător. Geologii numesc această zonă “evantai aluvionar” datorită milioanelor de tone de sedimente aduse de apă în cursul timpului. Pulsul vieții în aceasta regiune a deltei bate în ritmul râului Okavango, care izvorăște din câmpiile Angolei sub numele Kubango. “Încheietura” mâinii este o câmpie inundata de 80 km lungime și 16 km lățime, numita Mânerul, prin care se revarsă anual în delta cele peste 10 miliarde de tone de apa. “Degetele” sunt patru canale ce curg spre sud, printre nisipuri de ocru,zone sărăturoase și crânguri de spini. În anii cu ploi abundente, degetele deltei acoperă 22.000 km pătrați din Kalahari, transformând întinderile moarte de nisip în oaze cu apa cristalina. 
Canalele și insulele deltei devin acum un paradis ce găzduiește o incredibila varietate de plante și animale, în care specii adaptate la viata acvatica se dezvolta alături de fauna din Desertul Kalahari. Peste 400 de specii de păsări își găsesc adăpost în aceasta delta- unicul loc cunoscut de pe Terra în care își fac cuibul egretele cenușii. Vulturii pescari pândesc în tăcere în copacii aflați pe marginea apelor, așteptând o încrețire pe suprafața apei- semn ca pot plonja cu ghearele gata pregătite pentru a prinde un peste din cele peste 65 de specii care trăiesc aici.
Unul dintre cele mai des întâlnite animale în aceasta zona este hipopotamul. Aceștia joaca un rol vital în menținerea canalelor, deschizându-și drum prin albiile înguste noaptea, când ies din apa pentru a se hrăni. La o astfel de “expediție”, ei consuma chiar și 150 kg de iarba și alte plante din mlaștini. Aceste animale își petrec cea mai mare parte a zilei cufundate în apa, ținându-și la suprafața doar boturile masive. Când se scufunda, hipopotamii își închid nările și pot rămâne sub apa pana la cinci minute, deplasându-se cu ușurința pe potecile delimitate clar pe fundul apei. Pe teritoriul unui mascul - o zona de forma unei pere, lunga de aproximativ 8 km – trăiesc în general 10-15 femele cu puii lor.

## Rezervația Naturală Moremi
Cea mai mare concentrație de animale sălbatice din delta Okavango se afla în Rezervația Naturala Moremi. Printre cele mai des întâlnite elemente din flora și fauna locului întâlnim salcii africane, pâlcuri de palmieri înalți, smochini uriași și copaci kigelia care servesc drept cadru natural pentru păsări ca pupeze, pescăruși albaștri, bufnite și ciocănitori.
Pe malurile canalelor crocodilii vânează mereu turmele de hipopotami. Pentru a-și proteja puii, hipopotamii adulți formează un cerc strâns în jurul puilor – o strategie pe care uneori crocodilii o zădărnicesc, năpustindu-se pe la spatele adulților, pentru a ajunge la pui. 
În interiorul savanei, struții se alătura diverselor specii de antilope, elefanți, bivoli și babuini. Aceasta ampla concentrare de vânat atrage prădătorii – leoparzi, lei, gheparzi, hiene și câini sălbatici – care mișuna în celelalte zone ale deltei.
În interiorul rezervației se afla Chief’s Island, unul dintre puținele sanctuare în care oamenilor nu le este permis să locuiască, nici măcar temporar.

## Fauna
Animalele mai importante:
| - Suricata suricatta - Ceryle alcyon - Actophilornis africana - Abramis brama - Ocyceros griseus - Oryx gazella - Acinonyx jubatus - Mellivora capensis - Tragelaphus imberbis - Sagittarius serpentarius - Pelecanus conspicillatu - Tauraco corythaix - Aepyceros melampus - Papio anubis - Gekko gecko - Crotalus cerastes | - Oryx gazella - Ploceus pelzelni - Phacochoerus africanus - Atherurus africanus - Heterometrus spinifer - Burhinus oedicnemus - Cameleon - Marabou - Hiena - Aix sponsa - Struthio camelus - Panthera leo - Zebra - Girafa - Elefant |